# Lijst van burgemeesters van Berkenrode
Dit is een lijst van burgemeesters van de voormalige Nederlandse gemeente Berkenrode in de provincie Noord-Holland. Berkenrode is op 8 september 1857 opgegaan in de gemeente Heemstede.
| Ambtsperiode | Naam burgemeester                             | Partij of stroming | Bijzonderheden                                                     |
| ------------ | --------------------------------------------- | ------------------ | ------------------------------------------------------------------ |
| 1823 - 1835  | mr. Jan Pieter Adolf van Wickevoort Crommelin |                    | eerst schout; broer van zijn opvolger                              |
| 1835 - 1850  | mr. Henri Samuel van Wickevoort Crommelin     |                    | broer van zijn voorganger                                          |
| 1850 - 1853  | mr. Marinus Samuel François de Moraaz Imans   |                    | tevens burgemeester van Heemstede (1850-1853) en Bennebroek (1853) |
| 1853 - 1856  | M.S.P. Pabst                                  |                    | tevens burgemeester van Heemstede en Bennebroek                    |
| 1856 - 1857  | C. van Lennep                                 |                    | tevens burgemeester van Heemstede en Bennebroek (beide 1856-1874)  |